# Wahlkreis Leipzig III
Der Wahlkreis  Leipzig III war ein Landtagswahlkreis zur Landtagswahl in Sachsen 1990, der ersten Landtagswahl nach der Wiedergründung des Landes Sachsen. Er hatte die Wahlkreisnummer 7. Für die Landtagswahlen 1994 wurde auch infolge der Kreisreform die Wahlkreisstruktur verändert, zudem wurde die Zahl der Wahlkreise von 80 auf 60 verringert. Das Gebiet des Wahlkreises Leipzig III wurde Teil einer der sechs Wahlkreise auf Leipziger Stadtgebiet.
Das Wahlkreisgebiet umfasste den Stadtbezirk Mitte III mit den Wohnbezirken 104 bis 114 und den Stadtbezirk Nordost I mit den Wohnbezirken 313 bis 343.

## Ergebnisse
Die Landtagswahl 1990 fand am 14. Oktober 1990 statt und hatte folgendes Ergebnis für den Wahlkreis Leipzig III:
| Direktkandidat | Partei (Kürzel) | Erststimmen (%) | Zweitstimmen (%) |
| -------------- | --------------- | --------------- | ---------------- |
|                | DA              | 01,6            | 00,6             |
| Wolfgang Nowak | CDU             | 38,1            | 40,0             |
|                | Chr. L          | -               | 00,2             |
|                | DBU             | 00,4            | 00,4             |
|                | DSU             | 02,4            | 02,0             |
|                | F.D.P.          | 07,0            | 06,4             |
|                | LL-PDS          | 13,6            | 13,1             |
|                | NPD             | -               | 00,5             |
|                | FORUM           | 10,0            | 08,2             |
|                | RAP             | -               | 00,1             |
|                | SHB             | -               | 00,1             |
|                | SPD             | 26,8            | 28,4             |

Es waren 57.237 Personen wahlberechtigt. Die Wahlbeteiligung lag bei 64,3 %. Von den abgegebenen Stimmen waren 2,0 % ungültig. Als Direktkandidat wurde Wolfgang Nowak (CDU) mit 38,1 % aller gültigen Stimmen gewählt.